# Elizabeth Bracco
Elizabeth Bracco (* 5. November 1957 in  New York City) ist eine US-amerikanische Schauspielerin.

## Leben

### Frühes Leben
Bracco wurde in Brooklyn als Tochter von Eileen (geborene Molyneux 1926–2010) und Salvatore Bracco, Sr. geboren und wuchs im angrenzenden Westbury auf Long Island auf. Ihre Mutter war von ihrer Herkunft her Französin, die in England aufwuchs. Ihr Vater war Italoamerikaner, der während des Zweiten Weltkriegs als Soldat in Europa diente und dort Eileen traf und mit in die USA nahm. Wie ihre berühmte ältere Schwester Lorraine Bracco wählte sie den Beruf der Schauspielerei.

### Karriere
Elizabeth wirkte meist als Nebendarstellerin in bekannten Kinoproduktionen wie Die Farbe des Geldes,  Die Nacht hat viele Augen, Mystery Train, Der Club der Teufelinnen, Reine Nervensache mit. Eine ihrer bekanntesten Rollen ist die der Marie Spatafore, Ehefrau von Vito Spatafore, in der erfolgreichen HBO -Fernsehserie Die Sopranos. Diese Figur spielte sie in acht Folgen zwischen 2006 und 2007. Ihre bisher letzte Filmrolle spielte sie (Stand 2020) ebenfalls 2007 mit einer kleinen Nebenrolle in dem Kinostreifen Interview.

### Privatleben
Bracco ist seit 1987 mit Aidan Quinn verheiratet und lebt mit ihm in Englewood, New Jersey. Sie haben zwei Töchter, Mia und Ava. Ava hat Autismus. Bracco zog sich aus dem Beruf der Schauspielerei weitgehend zurück, um sich um ihre Kinder zu kümmern.

## Filmografie (Auswahl)
- 1986: Crime Story
- 1986: Die Farbe des Geldes (The Color of Money)
- 1987: Die Nacht hat viele Augen (Stakeout)
- 1989: Mystery Train
- 1990: Söhne (Sons)
- 1990: Denial
- 1991: Manny und Dan – Leben und Sterben in der Bronx (Jumpin' at the Boneyard)
- 1992: Alles Kino (In the Soup)
- 1993: Ein ganz normales Wunder (Household Saints)
- 1993: Money for Nothing
- 1993: Tribeca
- 1994: Liebe bis zum Tod (Somebody to Love)
- 1995: Closer to Home
- 1996: Der Club der Teufelinnen (The First Wives Club)
- 1996: Trees Lounge – Die Bar, in der sich alles dreht (Trees Lounge)
- 1998: Louis & Frank
- 1998: The Impostors – Zwei Hochstapler in Not (The Impostors)
- 1999: Reine Nervensache (Analyze This)
- 1999: The 24 Hour Woman
- 2002: 13 Moons
- 2006–2007: Die Sopranos (The Sopranos; Fernsehserie, 8 Episoden)
- 2007: Interview